# Horodyšče
Horodyšče (ukrajinsky Городище; rusky Городище – Gorodišče) je město v Čerkaské oblasti na Ukrajině. Po administrativně-teritoriální reformě v červenci 2020 patří do Čerkaského rajónu, do té doby bylo centrem Horodyščského rajónu. Leží na řece Vilšance, přítoku Dněpru, ve vzdálenosti 62 kilometrů na jihozápad od Čerkas, správního střediska celé oblasti. Žije zde přibližně 14 tisíc obyvatel. V roce 2011 to bylo 14 480 obyvatel.

## Rodáci
- Petro Petrovyč Hulak-Artemovskyj (1790–1865), ukrajinský spisovatel a překladatel
- Semen Stěpanovyč Hulak-Artemovskyj (1813–1873), ukrajinský zpěvák, skladatel a dramaturg